# Provadiya Hook
Der Provadiya Hook (englisch; bulgarisch Провадийска коса Prowadijska kossa) ist eine aus Moränengeröll bestehende und insgesamt 1,2 km lange Nehrung in der Form eines Bumerangs an der Südwestküste von Greenwich Island im Archipel der Südlichen Shetlandinseln. Sie erstreckt sich als südwestlicher Ausläufer des Oborishte Ridge über eine Länge von 700 m und knickt dann in nördlicher Richtung als Spit Point über eine Länge von 500 m ab. Die Landspitze trennt den inneren Teil des Yankee Harbour von der Shopski Cove und der McFarlane Strait.
Britische Wissenschaftler kartierten sie 1968. Die bulgarische Kommission für Antarktische Geographische Namen benannte sie 2006 nach der Stadt Prowadija im Nordosten Bulgariens.